# 马木林
马木林（1926年4月—2022年11月15日），安徽宿州人，中国人民解放军正军职退休干部、海军大连舰艇学院原政委。

## 生平
马木林1941年1月入伍，1943年6月加入中国共产党。历任战士、排长、参谋、代舰长、作战室副主任、教员、处长、副部长、部长，海军水面舰艇学院政委等职。
2022年11月15日，马木林因病于北京逝世，享年96岁。讣告刊登在2023年6月2日的《解放军报》。